# 盐州站
鹽州站（朝鲜语：／ Yŏmju yŏk */?）是朝鮮民主主義人民共和國平安北道盐州郡盐州邑的一個鐵路車站，属于平义线和白马线。

## 邻近车站
平义线
东林站 - 鹽州站 - 内中站
白马线
鹽州站 - 良策站